# Adama Dieng
Pour les articles homonymes, voir Dieng.
Adama Dieng (né le 22 mai 1950 au Sénégal) a été nommé par le secrétaire général des Nations unies Kofi Annan au poste de Greffier du Tribunal pénal international pour le Rwanda (TPIR) en 2001, poste qu'il occupera pendant 3 mandats consécutifs. Il occupe ensuite notamment le poste de conseiller spécial des Nations unies pour la prévention du génocide.

## Biographie
Diplômé de l'Université de droit de Dakar, spécialiste du droit international il a commencé sa carrière professionnelle dans un contexte national au Sénégal en tant que greffier du Tribunal régional de Tambacounda et du tribuna de travail de Kaolack de 1973 à 1976. 
Il a été promu greffier de la Cour suprême du Sénégal de 1976 à 1982. 
De juillet 1982 à 1990, il est membre de la Commission internationale de juristes dont le siège est à Genève, Suisse en tant que juriste pour l'Afrique.
En 1990, il est nommé secrétaire général de cette commission pour deux mandats de cinq ans. 
Il est expert indépendant des Nations unies en Haïti de 1995 à 2001. 
Il a assumé les fonctions de consultant et expert juridique auprès de nombreuses organisations internationales telles que l'UNESCO, UNITAR, la Fondation Ford, Agence internationale de la francophonie (AIF), Comité international de la Croix Rouge, le Centre des Nations unies pour les droits de l'homme, l'Organisation de l'unité africaine, la Commission africaine des droits de l'homme et des peuples, le Centre international pour les droits de l'homme et le développement démocratique (Canada) et la Commission européenne.

## Publications
Auteur d'articles juridiques et politiques en français et anglais :
- L'Organisation internationale du travail et la justice sociale
- Le Monde d'à-côté ou l'univers des prisons (Prisons au Sénégal) dans «Le Soleil», Dakar, 1979.
- Le droit à la communication, dans «Symbiose», Dakar, 1982.
- Self-reliant Developpent in Senegal: Myth or Reality, dans «Ideas & Action», 1985.
- Torture in Africa, dans «SOS-Torture Bulletin», 1986.
- La protection des biens culturels et la protection de l'individu, Éditions Nagard, Rome, 1986.
- Human Rights in Africa, dans «Transnational Associations Review», 1985.
- Le rôle social des juristes, dans «Juriste International», Revue de l'Union internationale des avocats, 1986.
- Refugees, Law and Development, Éditions S.I.A.S., Uppsala, 1987.
- The African Commission on Human and Peoples' Rights, dans SOS-Torture Bulletin, Genève, 1987.
- Les Services juridiques en milieu rural (Afrique de l'Ouest), CIJ, Genève, 1987.
- Le «droit de vivre» dans le contexte africain, Éditions Bruylant, Bruxelles, 1988.
- Practical Guide to the International Procedures, OMTC, Genève, 1988.
- Promotion et diffusion du droit international humanitaire dans le contexte africain, dans «Les Annales de Droit Médical», Monaco, 1988.
- Les Services juridiques en milieu rural (Afrique centrale), (éditeur) CIJ, Genève, 1989.
- Assistance juridique aux populations rurales, «Afrique Contemporaine», Éditeur: Documentation Française, décembre 1990.
- Legal Remedies and the Role of an Independent Judiciary, IIDH, 1992.
- The Independence of the Judiciary, CIJL Year Book, 1992.
- La protection des réfugiés dans le Tiers-monde, Institut des Hautes Études Internationales, 1992.
- Problèmes de droits de l'homme dans une Europe élargie, «La Gazette du Palais» Paris, 1992.
- Le droit à la vie dans la Charte africaine des droits de l'homme et des peuples, Éditions CID, Genève 1992.
- New Frontiers of International Human Rights Protection, CIJ, 1992.
- La protection régionale des droits de l'homme du point de vue d'une ONG, Bruxelles, 1992.
- The International Covenant on Civil and Political Rights, CIJ, 1993.
- Nature of Conflicts, dans Africa Today, CIJ, 1993.
- NGO Access to the United Nations Human Rights Procedures, CIJ, 1993.
- La lutte contre la barbarie: humanitaire ou humilitaire, North/South, 1993.
- The Role of Lawyers and Judges on the International Stage, Martland Lectures, 1993.
- Développement et valeurs démocratiques, Le Courrier, février 1993.
- Réflexions sur la Charte africaine des droits de l'homme, CIJ, 1993.
- L'action du système des Nations unies et le droit à l'assistance humanitaire, SHS-95/CONF.805, UNESCO, Paris.
- L'Organisation internationale du Travail et la justice sociale, OIT, 1994.
- La mise en œuvre du droit international humanitaire: les infractions et les sanctions ou quand la pratique désavoue les textes, dans  Law in Humanitarian, Crises, Commission Européenne, 1995.
- La question des migrants sur le continent africain, Institut de San Remo, 1996
- Promouvoir le respect des droits de l'homme à travers les programmes de développement, OCDE, 1996
- Universalité des droits de l'homme et diversité économique, sociale et culturelle, Institut universitaire des hautes études internationales, avril 1998.
- The Quest Forward - which way forward for Africa
- Democracy and the Rule of Law
- The Role of Lawyers and Judges on the International Stage
- Nature of Conflicts
- The International Covenant on Civil and Political Rights
- New trends in Human Rights and Corruption in Africa